# George Gallup

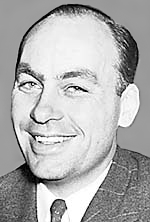
George Gallup

George Horace Gallup (* 18. November 1901 in Jefferson (Iowa); † 26. Juli 1984 in Tschingel ob Gunten, Schweiz) war ein amerikanischer Pionier der Markt- und Meinungsforschung. Er kam aus dem Bereich Journalismus und Werbung, bevor er sich der Marktforschung – und speziell der politischen Meinungsforschung zuwandte. Er verwendete als erster die Wahrscheinlichkeitstheorie, um auf wissenschaftlicher Basis repräsentative Umfragen durchzuführen.
Die meistzitierte Anekdote, mit der der Ruf Gallups begründet wurde, spielt im Präsidentschaftswahlkampf der USA von 1936. Damals interviewte die Zeitschrift The Literary Digest Millionen von Amerikanern mittels schriftlicher Befragung. Aufgrund der zurückkommenden Antworten wurde ein Sieg von Landon über Roosevelt vorhergesagt. George Gallup zog eine repräsentative Stichprobe (wöchentlich 2000 Face-to-Face-Interviews) und prognostizierte richtig den Sieg von Roosevelt gegen Landon. In einem Leserbrief sagte er schon vor dem Bekanntwerden der Umfrageergebnisse zu Recht vorher, dass Literary Digest sicherlich Landon fälschlicherweise als Sieger vermelden würde.
Grund für die falsche Prognose waren unter anderem Auswahlfehler in der Stichprobe: Bei der schriftlichen Befragung hängen die Ergebnisse in besonders hohem Maße davon ab, wer beschließt, mitzumachen. Außerdem hatte Literary Digest die Fragebögen an Personen geschickt, die als Telefon- oder Autobesitzer registriert waren. Kurz nach der Wirtschaftskrise besaßen nur privilegierte Wählergruppen solche Luxusgüter.
Er gründete mehrere Unternehmen, darunter 1935 das American Institute of Public Opinion, die er 1958 in der Gallup Organization zusammenfasste, bis heute eines der weltweit führenden Markt- und Meinungsforschungsinstitute. Des Weiteren war er 1947 maßgeblich beteiligt an der Gründung der Gallup International Association, ein Verbund unabhängiger Institute. 1975 wurde Gallup in die American Academy of Arts and Sciences gewählt.

## Werke
- George Gallup: Public Opinion in a Democracy (1939)
- George Gallup (Hrsg.): The Gallup Poll; Public Opinion, 1935-1971  3 vol (1972)  summarizes results of each poll.